# Mortes em janeiro de 2007
Mortes em 2007: ← – Janeiro – Fevereiro – Março – Abril – Maio – Junho – Julho – Agosto – Setembro – Outubro – Novembro – Dezembro – →
Esta é uma relação de pessoas notáveis que morreram durante o mês de janeiro de 2007, listando nome, nacionalidade, ocupação e ano de nascimento.

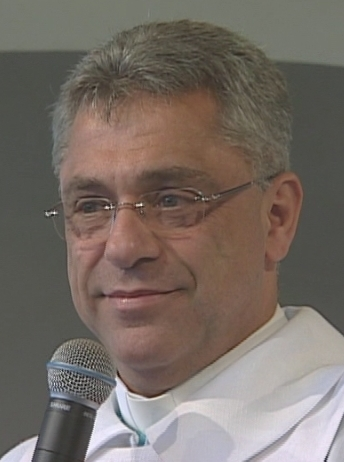
Padre Léo, sacerdote brasileiro.

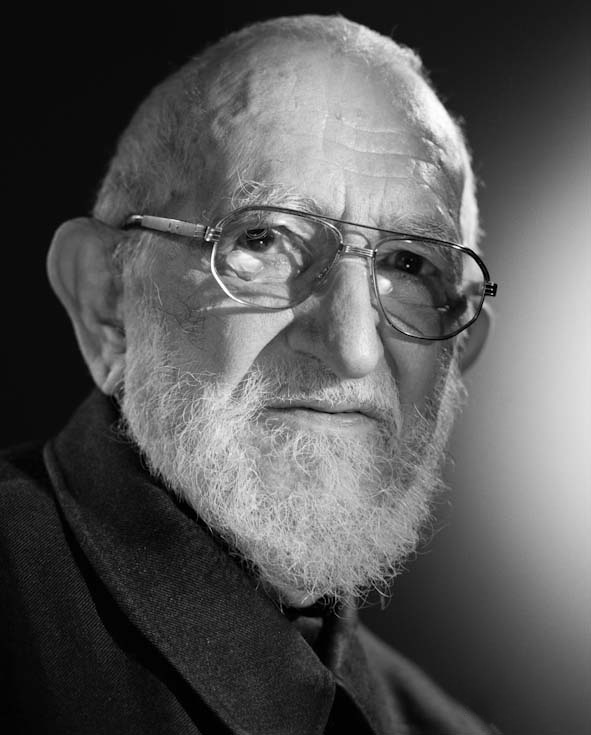
Abbé Pierre, clérigo francês.

| Dia | Nome                      | Profissão ou motivo de reconhecimento | Nacionalidade           | Ano de nasc. | Ref    |
| --- | ------------------------- | ------------------------------------- | ----------------------- | ------------ | ------ |
| 1   | A. I. Bezzerides          | Escritor e roteirista                 | Turquia/ Estados Unidos | 1908         | [ 1 ]  |
| 1   | Darrent Williams          | Jogador de futebol americano          | Estados Unidos          | 1982         | [ 2 ]  |
| 1   | Del Reeves                | Cantor                                | Estados Unidos          | 1932         | [ 3 ]  |
| 1   | Eleonore Schoenfeld       | Instrumentista                        | Eslovênia               | 1926         | [ 4 ]  |
| 1   | Ernie Koy                 | Jogador de beisebol                   | Estados Unidos          | 1909         | [ 5 ]  |
| 1   | José Sousa Ramos          | Matemático                            | Portugal                | 1948         | [ 6 ]  |
| 1   | Julius Hegyi              | Maestro                               | Estados Unidos          | 1923         | [ 7 ]  |
| 1   | Leonard Fraser            | Criminoso                             | Austrália               | 1951         | [ 8 ]  |
| 1   | Roland Levinsky           | Cientista                             | Reino Unido             | 1943         | [ 9 ]  |
| 1   | Tad Jones                 | Historiador                           | Estados Unidos          | 1952         | [ 10 ] |
| 1   | Tillie Olsen              | Escritora                             | Estados Unidos          | 1912         | [ 11 ] |
| 2   | Teddy Kollek              | Político                              | Israel                  | 1911         | [ 12 ] |
| 2   | Sergio Jiménez            | Ator                                  | México                  | 1937         | [ 13 ] |
| 4   | Padre Léo                 | Sacerdote                             | Brasil                  | 1961         | [ 14 ] |
| 4   | Marais Viljoen            | Político                              | África do Sul           | 1915         | [ 15 ] |
| 5   | Momofuku Ando             | Culinarista                           | Taiwan/ Japão           | 1910         | [ 16 ] |
| 7   | Joseph Meng Ziwen         | Religioso                             | China                   | 1903         | [ 17 ] |
| 7   | Bobby Hamilton            | Automobilista                         | Estados Unidos          | 1957         | [ 18 ] |
| 8   | Irma Álvarez              | Atriz                                 | Argentina/ Brasil       | 1933         | [ 19 ] |
| 8   | Iwao Takamoto             | Cartunista                            | Estados Unidos          | 1925         | [ 20 ] |
| 9   | Jean-Pierre Vernant       | Antropólogo e filósofo                | França                  | 1914         | [ 21 ] |
| 10  | Carlo Ponti               | Cineasta                              | Itália                  | 1912         | [ 22 ] |
| 10  | Yvonne De Carlo           | Atriz                                 | Canadá                  | 1922         |        |
| 11  | Robert Anton Wilson       | Escritor                              | Estados Unidos          | 1932         |        |
| 11  | Solveig Dommartin         | Atriz                                 | França                  | 1958         |        |
| 12  | Alice Coltrane            | Musicista                             | Estados Unidos          | 1937         |        |
| 12  | Jürg Federspiel           | Escritor                              | Suíça                   | 1931         |        |
| 13  | Lilico                    | Jogador de vôlei                      | Brasil                  | 1977         | [ 23 ] |
| 13  | Michael Brecker           | Músico                                | Estados Unidos          | 1949         |        |
| 13  | Augustin Senghor          | Líder separatista                     | Senegal                 | 1928         |        |
| 14  | Darlene Conley            | Atriz                                 | Estados Unidos          | 1934         |        |
| 15  | Maria Wallenstein         | Atriz                                 | Portugal                | 1927         |        |
| 15  | Barzan al-Tikriti         | Irmão de Saddam Hussein               | Iraque                  | 1951         |        |
| 15  | Awad al-Bandar            | Jurista                               | Iraque                  | 1945         |        |
| 15  | Bo Yibo                   | Político                              | China                   | 1908         |        |
| 16  | Rudolf Oetker             | Empresário                            | Alemanha                | 1916         |        |
| 16  | Benny Parsons             | Automobilista                         | Estados Unidos          | 1941         |        |
| 17  | Art Buchwald              | Humorista                             | Estados Unidos          | 1925         |        |
| 19  | Francisco Petrônio        | Cantor e compositor                   | Brasil                  | 1923         | [ 24 ] |
| 19  | Ely Barbosa               | Desenhista                            | Brasil                  | 1939         | [ 25 ] |
| 19  | Fiama Brandão             | Escritora                             | Portugal                | 1938         |        |
| 19  | Denny Doherty             | Músico                                | Canadá                  | 1940         |        |
| 19  | Hrant Dink                | Jornalista                            | Turquia                 | 1954         |        |
| 19  | Bam Bam Bigelow           | Wrestler                              | Estados Unidos          | 1961         | [ 26 ] |
| 21  | U;Nee                     | Atriz e cantora                       | Coreia do Sul           | 1981         |        |
| 22  | Abbé Pierre               | Clérigo                               | França                  | 1912         |        |
| 22  | Carlos Olivier            | Médico e ator                         | Venezuela               | 1952         |        |
| 22  | Emmanuel de Graffenried   | Automobilista                         | Suíça / França          | 1914         | [ 27 ] |
| 23  | E. Howard Hunt            | Policial                              | Estados Unidos          | 1918         |        |
| 23  | Ryszard Kapuściński       | Jornalista                            | Polónia                 | 1932         | [ 28 ] |
| 23  | Oliveira Marques          | Historiador                           | Portugal                | 1933         | [ 29 ] |
| 24  | Jean-François Deniau      | Político e escritor                   | França                  | 1928         | [ 30 ] |
| 24  | Emiliano Mercado del Toro | Supercentenário                       | Porto Rico              | 1891         | [ 31 ] |
| 24  | Leopoldo Pirelli          | Empresário                            | Itália                  | 1925         |        |
| 24  | Guadalupe Larriva         | Política                              | Equador                 | 1956         | [ 32 ] |
| 26  | Gump Worsley              | Jogador de hóquei                     | Canadá                  | 1929         |        |
| 27  | Claudio Guillén           | Acadêmico e escritor                  | Espanha                 | 1924         |        |
| 27  | Tige Andrews              | Ator                                  | Estados Unidos          | 1920         |        |
| 27  | Wanda Kosmo               | Atriz, escritora e diretora           | Brasil                  | 1930         | [ 33 ] |
| 27  | Marcheline Bertrand       | Atriz                                 | Estados Unidos          | 1950         |        |
| 28  | Werner Hackmann           | Dirigente esportivo                   | Alemanha                | 1947         |        |
| 28  | Emma Faust Tillman        | Supercentenária                       | Estados Unidos          | 1892         | [ 34 ] |
| 28  | Karel Svoboda             | Compositor                            | Tchecoslováquia         | 1938         |        |
| 28  | Yelena Romanova           | Atleta                                | Rússia                  | 1963         | [ 35 ] |
| 28  | Hsu Wei Lun               | Atriz                                 | Taiwan                  | 1978         |        |
| 30  | Sidney Sheldon            | Escritor                              | Estados Unidos          | 1917         |        |
| 31  | Kirka                     | Músico                                | Finlândia               | 1950         |        |
| 31  | Lee Bergere               | Ator                                  | Estados Unidos          | 1924         |        |
| 31  | Molly Ivins               | Escritora                             | Estados Unidos          | 1944         |        |